# Château de Sénergues
Le château de Sénergues est un château situé à Sénergues, en France.

## Localisation
Le château est situé sur la commune de Sénergues, dans le département français de l'Aveyron.

## Historique
L'édifice est inscrit au titre des monuments historiques en 1979.